# Leioscyta neivai
Leioscyta neivai är en insektsart som beskrevs av Fonseca. Leioscyta neivai ingår i släktet Leioscyta och familjen hornstritar. Inga underarter finns listade i Catalogue of Life.